# Standard Oil Company

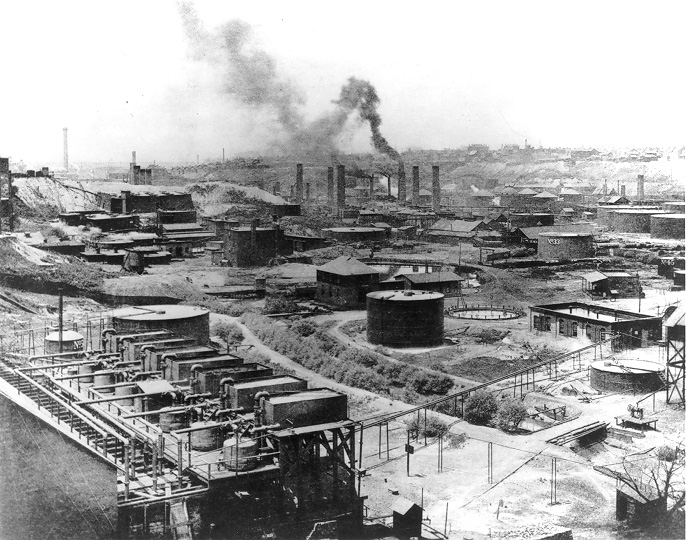
Standard Oil Refinery No.1 in Cleveland (1899)

Die US-amerikanische Standard Oil Company war bis zu ihrer Zerschlagung das größte Erdölraffinerie-Unternehmen der Welt. Sie wurde von John D. Rockefeller gemeinsam mit einigen Geschäftspartnern (u. a. Henry M. Flagler) gegründet und war die Quelle des legendären Reichtums der Rockefeller-Dynastie.
Das Geschäftsgebaren des Unternehmens führte zur ersten Anti-Monopol-Gesetzgebung der USA und schließlich zur Entflechtung des Unternehmens in heute noch bedeutende Ölunternehmen.

## Gründungszeit

Das erste Firmengebäude von Rockefeller & Andrews in Cleveland

1863 gründete Rockefeller zusammen mit einem Partner eine kleine Erdölraffinerie in Cleveland. Das Unternehmen war erfolgreich und wuchs stetig. 1870 reorganisierte Rockefeller das Unternehmen und nannte es Standard Oil Company.
1871 planten einige Raffinerie-Besitzer um Rockefeller die Gründung einer Allianz, um so für ihr Öl Transportrabatte von den Eisenbahnen erhalten zu können. Gleichzeitig sollten die Eisenbahnen davon überzeugt werden, Mitbewerbern, die nicht Teil der Allianz waren, höhere Preise zu berechnen. Die Allianz wurde durch die Übernahme eines existierenden unbekannten Unternehmens mit dem nichtssagenden Namen South Improvement Company (etwa: Entwicklungsgesellschaft für den Süden) gegründet. Rockefeller wurde durch seine Standard Oil Company Hauptanteilseigner der South Improvement Company und somit deren Geschäftsführer.
Die South Improvement Company gab sich gegenüber den Eisenbahngesellschaften als legitime Vertretung der Mehrheit der amerikanischen Ölgesellschaften aus. Tatsächlich vertrat sie nur etwa 10 % der Branche. Doch gelang es, die Eisenbahnen zu überzeugen und somit Transportrabatte für die Allianz und Preiserhöhungen für die Mitbewerber durchzusetzen.

## Der Ölkrieg von 1872
Anfang 1872 wurde das konspirative Vorgehen des Unternehmens bekannt. Als dann versehentlich die neuen Transportpreise frühzeitig veröffentlicht wurden und diese für Nichtmitglieder der Allianz doppelt so hoch waren wie die alten Preise, wehrten sich die anderen Ölgesellschaften. Unter anderem boykottierten die Ölförderer die Standard Oil Company, die daraufhin ihre Raffinerien schloss. Ein Gericht untersagte das Anbieten von Rabatten seitens der Eisenbahngesellschaften. Der US-amerikanische Kongress verurteilte die Verschwörung.
Rockefeller indes ließ sich davon nicht beirren und forderte nun seinerseits Rabatte, die ihm als einflussreichem Kunden unter strenger Geheimhaltung auch zugestanden wurden. Auch die Ölförderer mussten ihren Lieferboykott rasch aufgeben, da sie auf die Umsätze angewiesen waren. So erhielt Rockefeller seine Rabatte und seine Öllieferungen und ging als Sieger aus der Krise hervor.

## DieNational Refiners Association
Rockefeller gründete Ende 1872 die National Refiners Association (Vereinigung der nationalen Ölraffinerien), deren Vorsitz er übernahm. Etwa 80 % aller amerikanischen Raffinerien waren in der Vereinigung vertreten. Als Gegenmaßnahme gründeten die Ölförderer die Petroleum Producer’s Agency (Vertretung der Erdölproduzenten), die durch Förderbeschränkungen versuchte, die Rohölpreise hochzuhalten – ein Verfahren, das noch heute in der OPEC angewendet wird.
Rockefeller spielte zum Schein mit, und seine National Refiners Association stimmte der Förderbeschränkung zu, nur um wenige Monate später der Petroleum Producer’s Agency mit einem Totalboykott zu drohen, da diese angeblich ihre eigene Förderbeschränkung nicht einhielt. Viele kleinere Ölförderer fürchteten den Boykott, da sie hoch verschuldet waren. So brach nur zehn Monate nach ihrer Gründung die Petroleum Producer’s Agency auseinander.

## Der Ausbau von Standard Oil

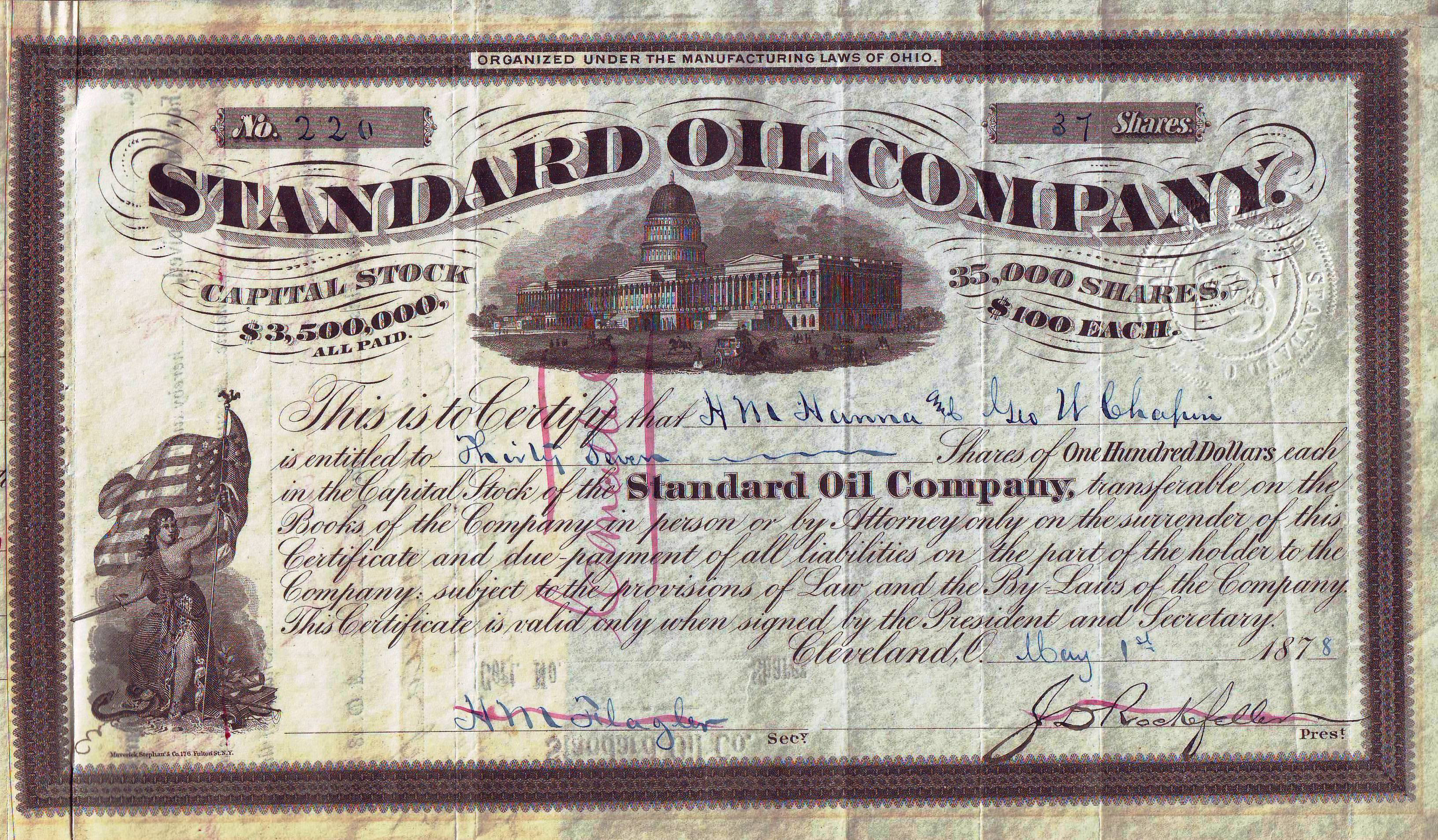
Aktie der Standard Oil Company vom 1. Mai 1878

Rockefeller erweiterte seine Macht kontinuierlich. So reiste er von 1875 bis 1878 durch Amerika und überzeugte die Eigentümer der 15 größten Raffinerien, sich Standard Oil anzuschließen. Mit kleinen Raffinerien wurde wenig zimperlich umgegangen. Rockefeller setzte sie unter Druck und kaufte sie zu 40 % ihres Verkehrswertes oder weniger auf. Zudem wurde die Betriebsstätte der widerspenstigen Vacuum Oil Company durch eine vorsätzlich herbeigeführte Explosion zerstört. Der Täter gestand später, für die Sabotage bestochen worden zu sein.
Rockefellers Vorgehen blieb nicht unbemerkt. Er und einige seiner Direktoren wurden nach einer juristischen Schlacht 1879 von den Geschworenen eines Gerichts der Verschwörung für schuldig befunden. Durch einen von Rockefeller ausgehandelten Deal entkamen jedoch alle der eigentlichen Verurteilung. Als Teil des Deals musste Rockefeller auf die Sonderpreise beim Eisenbahntransport verzichten, konnte allerdings seine Ausbreitung und Monopolisierung ungehindert fortsetzen. Mit den bewährten Methoden, die bereits zur Erlangung der Raffinerien eingesetzt wurden, machte sich Standard Oil ab 1879 praktisch alle Pipelines in den USA zu eigen. Anschließend wandte sich Standard Oil dem Händlernetz zu. Es baute ein eigenes Händlernetz und einen Großhandel auf und drängte die existierenden Händlernetze aus dem Markt. Damit hatte es praktisch die gesamte Öl-Verwertungskette unter seiner Kontrolle.
1891 stammten dadurch 90 Prozent der US-Kerosinexporte von Standard Oil Company und das Unternehmen kontrollierte 70 Prozent des Weltmarktes.

Firmengebäude von Standard Oil in Cleveland (1910)

## Standard Oil Trust

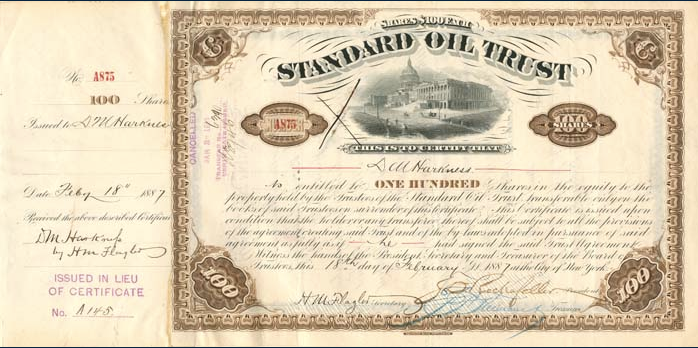
Aktie des Standard Oil Trust von 1887

Bis 1881 entwickelte sich die Standard Oil zu einem Geflecht aus ungefähr 40 Unternehmen. Diese wurden 1882 im Standard Oil Trust vereinigt. 1888 begann ein New Yorker Senator, den Trust zu untersuchen. Hinzu kamen Untersuchungen anderer Stellen, sodass der Druck zu groß wurde und die reale Gefahr der Zwangsauflösung des Trusts durch ein Gericht drohte. Rockefeller kam dem zuvor, indem er die Trust-Anteile in Einzelanteile an den Unternehmen des Trusts umwandelte und so den Trust selber auflöste. Da die Eigentümer der Anteile die Gleichen blieben, blieb auch die Macht des Monopols erhalten.

## DerSherman Antitrust Actvon 1890
Der amerikanische Kongress verabschiedete 1890 ein Gesetz, das unter anderem die Verschwörung zur Absicherung von Monopolen und unzulässige Eingriffe in den Handel verbot. Dieser Sherman Antitrust Act führte zu einer weiteren Umorganisation von Standard Oil. Es wurde die Standard Oil Company (New Jersey) Holding gegründet. Mit dieser Umorganisation konnte die Anwendung des Sherman Antitrust Act auf Standard Oil vorläufig verhindert werden.

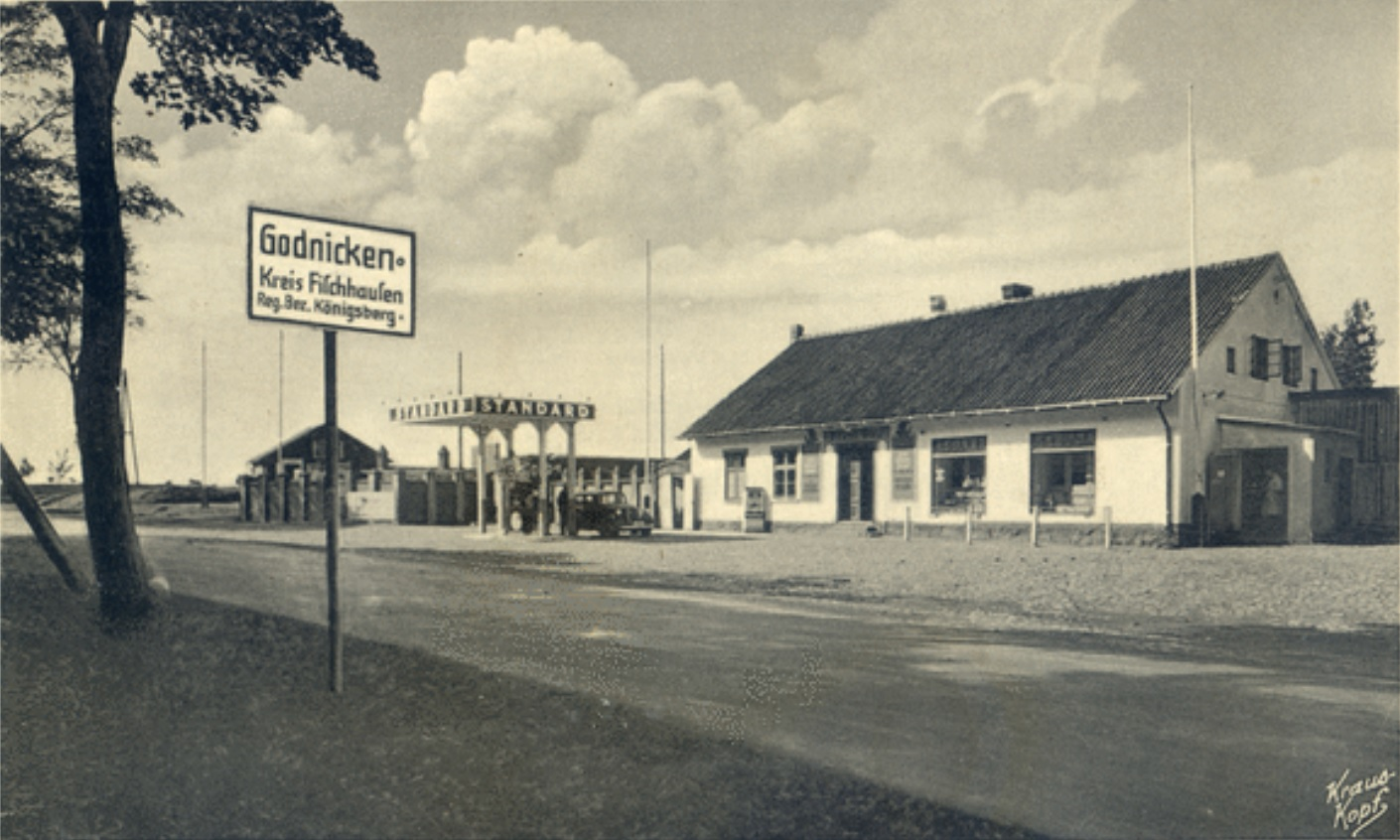
Standard-Oil-Tankstelle an einer ostpreußischen Landstraße in den 1930er-Jahren

In den 1880er und 1890er Jahren begann Standard Oil mit dem internationalen Ausbau, indem in der Regel mit bestehenden nationalen Ölhandelsgesellschaften Joint Ventures gegründet wurden. So gründete beispielsweise 1890 Standard Oil zusammen mit den Kaufleuten Franz Ernst Schütte und Wilhelm Anton Riedemann die Deutsch-Amerikanische Petroleum Gesellschaft (DAPG), die auch an den Hydrierwerken Pölitz beteiligt war. Die DAPG benannte sich 1950 in Deutschland in Esso um (nach den Initialen von S(tandard) O(il)). 1891 erfolgte zusammen mit dem Unternehmen Walter & Co. zu Venedig und der von Karl Wedekind gegründeten Carlo Wedekind & Co. die Gründung der Società Italo-Americana pel Petrolio (SIAP), die später in Esso Italiana umbenannt wurde.
Ab den 1880er Jahren begann man Petroleum für Lampen in China zu verkaufen. Für dort wurde der Markenname Mei Foo gewählt, was grob übersetzt schön und zuverlässig beziehungsweise schönes Vertrauen bedeutet. Das war auch der Name für die von Standard Oil produzierten und sehr billig verkauften Lampen. Nach Marketingaussagen war sie am besten mit Petroleum von Standard Oil zu betreiben, welches man im selben Laden wie die Lampe erhielt. Bis dahin hatten die Bauern Lampen mit Pflanzenöl verwendet.

## Entflechtung
Die Regierung unter Präsident Theodore Roosevelt ging schließlich als Erste gegen die einflussreiche Monopolstellung von Standard Oil vor. Er hatte in seinem Wahlkampf unter öffentlichem Druck versprochen, gegen Monopole vorzugehen. 1906 eröffnete seine Regierung ein Verfahren gegen Standard Oil wegen des Verstoßes gegen den Sherman Antitrust Act. Dieses Verfahren gilt als ein Meilenstein der amerikanischen Rechtsgeschichte. Am 15. Mai 1911 befand der Oberste Gerichtshof der Vereinigten Staaten, dass Standard Oil gegen den Sherman Antitrust Act verstoßen hatte, und ordnete die Entflechtung des Unternehmens an, woraufhin der Aktienkurs deutlich sank. Rockefeller ging davon aus, dass sich der Kurs wieder erholen würde und kaufte die Aktien seines Unternehmens auf. Er verdiente an der nun einsetzenden Hausse nach vorsichtigen Schätzungen 200 Millionen US-Dollar (was etwa einem Wert von 7,3 Milliarden US-Dollar im Jahr 2024 entspricht), denn die anlaufende Massenproduktion des Automobils und der Erste Weltkrieg ließen den Bedarf an Öl in zuvor unvorstellbare Dimensionen steigen.
Standard Oil wurde in nachstehende 34 Einzelunternehmen aufgeteilt:
Hinweis: Die Pfeile geben an, welche Unternehmen aus Teilen der SO bestehen. Sie bedeuten nicht, dass ein heutiges Unternehmen nur aus dem entsprechenden SO-Teil besteht.
| 1. Anglo-American Oil Company → Exxon → ExxonMobil 2. Atlantic Refining → Atlantic Richfield Company → BP 3. Buckeye Pipe Line Company → Buckeye Partners 4. Borne-Scrymser Company → Borne Chemical Company → 1980 Insolvenz 5. Cheseborough Manufacturing Company → Chesebrough-Ponds → Unilever 6. Colonial Oil Company → Colonial 7. Continental Oil Company → Conoco → ConocoPhillips 8. Crescent Pipe Line Company 9. Cumberland Pipe Line Company → Ashland Oil 10. Eureka Pipe Line Company → Pennzoil → Shell 11. Galena-Signal Oil Company → Valvoline → Ashland Oil 12. Indiana Pipe Line Company → Buckeye Pipe Line Company 13. National Transit Company 14. New York Transit Company 15. Northern Pipe Line Company 16. Ohio Oil Company → Marathon Oil Corporation 17. Prairie Oil & Gas Company → Sinclair Oil → Atlantic Richfield Company → BP | 1. Solar Refining Company 2. Southern Pipe Line Company → Ashland Oil 3. South Penn Oil Company → Pennzoil → Shell 4. Southwest Pennsylvania Pipe Lines Company 5. Standard Oil Company of New York → Socony → Socony-Vacuum Oil → Mobil Oil → ExxonMobil 6. Standard Oil of California → Chevron → ChevronTexaco → Chevron (wieder seit 2005) 7. Standard Oil of Nebraska → AMOCO → BP 8. Standard Oil of New Jersey → Exxon → ExxonMobil 9. Standard Oil of Ohio → BP 10. Standard Oil of Kentucky → Chevron 11. Standard Oil of Indiana → AMOCO → BP 12. Standard Oil Company of Louisiana → Exxon → ExxonMobil 13. Standard Oil of Kansas → AMOCO → BP 14. Swan & Finch Company → Motul 15. Union Tank Lines → Marmon Group → Berkshire Hathaway 16. Vacuum Oil Company → Socony-Vacuum Oil → Mobil Oil → ExxonMobil 17. Waters-Pierce → Sinclair Oil → Atlantic Richfield Company → BP |

Durch Zukäufe, Umbenennungen, aber auch „Wiedervereinigungen“ sind aus diesen Unternehmen einige der heutigen bekannten Ölunternehmen, wie zum Beispiel ExxonMobil (Esso) und Chevron hervorgegangen. Andere Teile wurden im Laufe der Zeit liquidiert oder gingen in anderen Unternehmen wie BP auf.

## Zeitgenössische Beurteilung
Die Standard Oil Company galt lange Zeit geradezu als Musterbeispiel für ein perfekt geführtes Unternehmen, auch unabhängig von der Frage, ob dies als gut oder schlecht anzusehen sei. So urteilte die angesehene Schriftstellerin und Journalistin Ida M. Tarbell im Vorwort ihres im Jahr 1902 erschienenen Werkes über die Geschichte des Unternehmens: „[Die Standard Oil Company] ist der am perfektesten entwickelte Trust, der überhaupt existiert; das heißt, sie kommt dem Idealbild eines Trusts überaus nahe, die von ihm bedienten Geschäftsfelder vollständig zu kontrollieren.“ („It is the most perfectly developed trust in existence; that is, it satisfies most nearly the trust ideal of entire control of the commodity in which it deals.“). Noch im Jahre 1915 bewertete der Korrespondent J. M. Allison der New York Sun Standard Oil als eine von nur drei vollkommenen Organisationen: „[Ich bin] gläubiger Bekenner des Wahrheitssatzes, dass es nur drei vollkommene Organisationen gibt: die katholische Kirche, die Standard Oil Company und die deutsche Armee.“